# 萨尔梅德
萨尔梅德（義大利語：Sarmede），是意大利威尼托大区特雷维索省的一个市镇。总面积17平方公里，人口3222人，人口密度189.5人/平方公里（2009年）。国家统计（ISTAT）代码为026078。